# Xã Cottonwood, Quận Brown, Minnesota
Xã Cottonwood (tiếng Anh: Cottonwood Township) là một xã thuộc quận Brown, tiểu bang Minnesota, Hoa Kỳ. Năm 2010, dân số của xã này là 840 người.